# 内村ルツ子

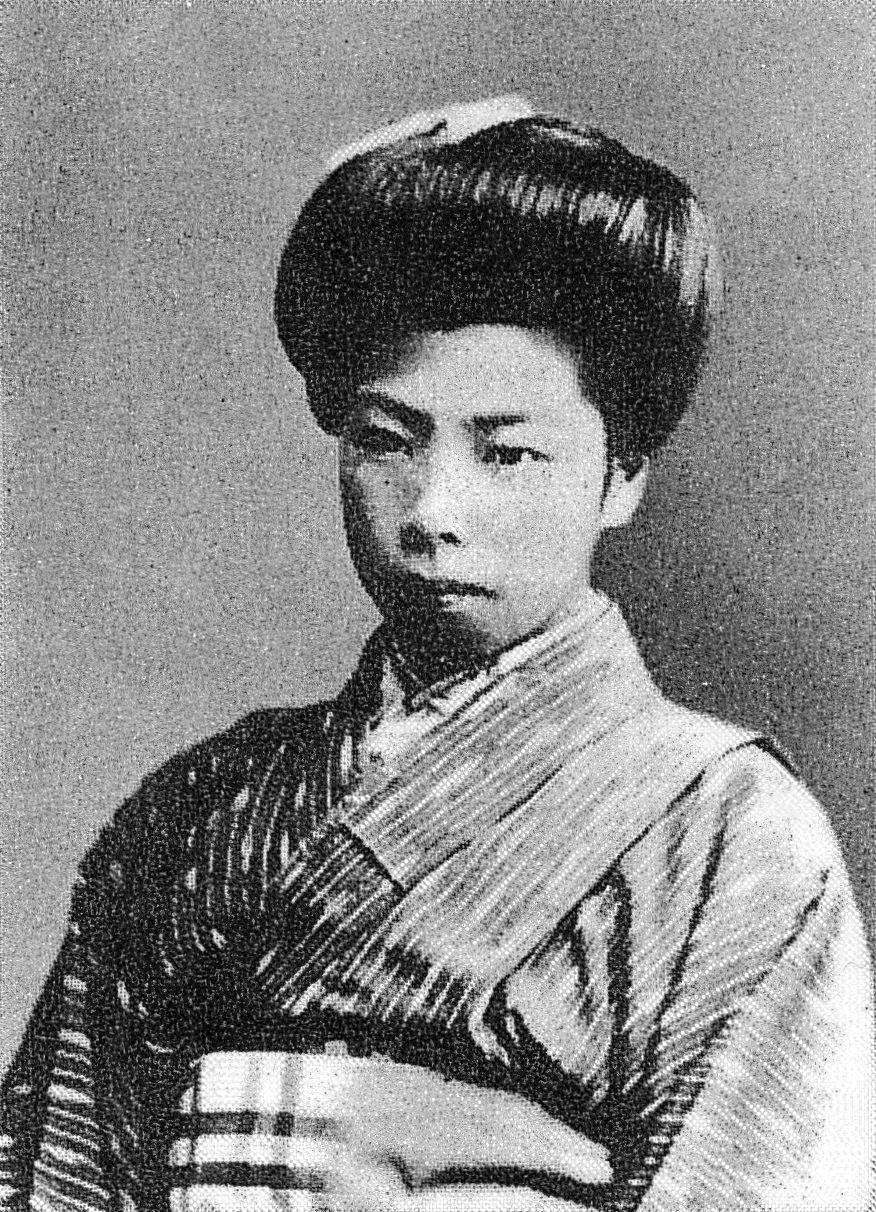
内村ルツ子

内村 ルツ子（うちむら ルツこ、1894年3月19日 - 1912年1月12日）は、内村鑑三の長女。数え年19歳で夭逝したが、その死は父内村鑑三に衝撃と大きな影響を与え、キリスト教会全体に波及する再臨運動の原動力となった。

## 生涯
1894年、京都で内村鑑三と妻である静子との間に生まれた。鑑三の愛読する旧約聖書の「ルツ記」からとられ、ルツ子と命名された。1911年に実践女学校を卒業して、父が経営する聖書研究社の社員として働いていたが、その2ヵ月後に原因不明の難病を発症し、12月4日には医師から死の宣告が下された。その後、父の頼みで東洋宣教会の笹尾鉄三郎が信仰を指導した。
臨終の3時間前に、両親と共に聖餐式にあずかり、「感謝」「感謝」と言い、「もう行きます」という臨終の言葉の12分後に死去した。1月13日に今井館聖書講堂で田島進牧師により告別式が行われ、鑑三は「ルツ子の葬式ではなく、結婚式です」と述べた。雑司ヶ谷の墓地に埋葬される時に、鑑三は一握りの土をつかみ、その手を高く上げ、甲高い声で「ルツ子さん万歳」と大声で叫んだ。友人の本間俊平が秋吉の大理石を採掘して墓石を寄贈し、鑑三が「また会う日まで」と刻んだ。

## 影響
- 鑑三ははっきりとした再臨信仰を持ち、1918年より中田重治らと共に再臨運動を展開する。
- 内村ルツ子の死を記念してモアブ婦人会が結成され、長く続く。